# Vigia (Brasil)
Vigia es un municipio brasileño del estado del Pará. 